# Camponotus liogaster
Camponotus liogaster är en myrart som beskrevs av Santschi 1932. Camponotus liogaster ingår i släktet hästmyror, och familjen myror. Inga underarter finns listade.